# 德薩克鎮區 (阿肯色州普雷里縣)
德薩克鎮區（英語：Des Arc Township）是位於美國阿肯色州普雷里縣的一個行政鎮區。

## 地方資料
德薩克鎮區的面積為97.88平方千米，當中陸地面積為94.29平方千米，而水域面積為3.59平方千米。根據2010年美國人口普查的數據，當地共有人口272人，而人口密度為每平方千米2.78人。